# Jan Bojer Vindheim
Pour les articles homonymes, voir Vindheim.
Jan Bojer Vindheim (né à Sauda en 1945) est un homme politique, poète, journaliste et activiste norvégien.
Membre et ancien chef du parti écologiste norvégien Mijøpartiet de grønne, il est également engagé dans un certain nombre de causes telles que la légalisation du cannabis en Norvège ou les droits kurdes.

## Biographie
Après avoir travaillé dans des collectifs à Oslo et dans le Nord du fylke du Troms, il s'installe à Trondheim.
Dans les années 1970, membre de la Føderasjonen av Anarkister og Frihetlige Sosialister (FAFS - Fédération des anarchistes et des socialistes libertaires), il participe activement aux journaux Gateavis et folkebladet, ainsi qu'à la revue Vannbæreren.
Dans les années 1970, il débute également en littérature et traduit plusieurs livres en plus de publier plusieurs recueils de sa propre poésie.
Dans les années 1980, il fait ses débuts en politique avec le parti Venstre avant de rejoindre le jeune et très minoritaire parti écologiste MDG. Il devient en 1991 le premier représentant élu dans un conseil municipal de ce même parti, ceci à Trondheim. En 2015, il est élu à l'assemblée du fylke du Sud-Trøndelag. Il est porte-parole de MDG à plusieurs reprises : 1993-1994, 2001-2004, 2007-2008.
En 2007, il reçoit une maitrise en théologie de l'université de Trondheim (NTNU), pour laquelle il présente un mémoire intitulé Les mythes des ovnis et la théosophie (Ufomyter og teosofi).

## Œuvre

### Poésie
- Radio lys (1970)
- Fiskene forsvinner (1972)
- Rav vind (1975)
- Juvel-treet (1977)
- Fugl fønix (1995)
- Fuglene synger med nebbet mitt (2017)

### Reportages et ouvrages de recherche
- Vestens Mysterier – okkultismens historie fra pyramidene til vannbærerens tidsalder, Ex Libris Forlag, 1990,  (ISBN 8273843912),  (ISBN 9788273843913)
- Inn i Hampen – historien om en mangfoldig urt, Futurum Forlag, høsten 2000,  (ISBN 82-90367-11-2)
- Historiens hemmeligheter – myter, magi og mystikk fra Atlantis til Harry Potter (ny utgave av Vestens Mysterier) Kagge Forlag, 2005,  (ISBN 9788248905530)
- "Kurdistan stiger fram" Kolofon Forlag 2016  (ISBN 978-82-300-1467-7).

### Ouvrages liés
- Mouvements pour et contre la légalisation du cannabis en Norvège entre 2000 et 2016, et leurs implications dans la région de Tromsø, Mémoire de seconde année de masters présenté à l'université Paris-Sorbonne (Paris IV) par Thibault Jacquot-Paratte en 2017 traite en partie de l'ouvrage Inn i hampen et de l'implication de Vindheim dans les mouvements pour la légalisation du cannabis en Norvège[2].